# 魯斯蘭·明加索夫
魯斯蘭·卡米利耶維奇·明加索夫（1991年11月23日—），土庫曼斯坦職業足球運動員，目前效力於香港超級聯賽球隊傑志，擔任左右中場。

## 球會生涯

### 早年
魯斯蘭·明加索夫是土庫曼斯坦國家隊上陣史上第二多的卡米爾·明加索夫（Kamil Mingazow）之子，年僅6歲已經接觸足球，他在出生地首都阿什哈巴德展開球員生涯。開始時，他與一群年紀較大的球員一起訓練，因為沒有適合他年齡的球員一同訓練。2007年，他16歲時加入阿什哈巴德一隊，同年，他幫助球會贏得土庫曼斯坦超級盃冠軍，翌年再贏得土庫曼超級足球聯賽冠軍；2009年，明加索夫參加土庫曼斯坦總統盃，並協助球隊取得季軍，個人在三場比賽中打進兩球。

### 拉脫維亞

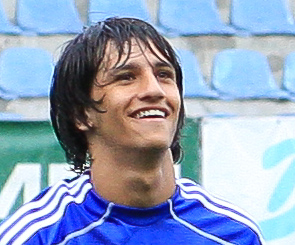
明加索夫效力史干圖時

明加索夫在土庫曼斯坦總統盃的優秀表現獲得賽事亞軍史干圖賞識邀請加入球隊，最終明加索夫於2009年6月與這支拉脫維亞球隊簽訂合同。2009年7月8日，他在拉脫維亞超級足球聯賽大勝5比0里加道加瓦中攻入第一球。在第一個賽季他參加20場聯賽攻入兩球，翌年在新領隊亞歷山大·斯塔科夫（Aleksandrs Starkovs）帶領下取得自2004 年以來首次成為拉脫維亞聯賽冠軍。2011年，明加索夫隨球隊贏得波羅的海聯賽，決賽擊敗了另一支拉脫維亞球隊雲特史比斯；2012年拉脫維亞盃決賽互射十二碼擊敗美達雷斯贏得首個拉脫維亞盃冠軍。
2013年7月4日，明加索夫在作客迎戰泰拉斯普爾攻入唯一入球，幫助球隊晉身2013–14年歐霸盃外圍賽第二圈；在外圍賽第二輪中，明加索夫為隊友阿爾圖爾斯·卡拉紹克斯（Artūrs Karašausks）貢獻一記助攻，協助史干圖在主場以2-1擊敗捷克球隊利巴域，可惜次回合作客0-1不敵對手以作客入球優惠出局。明加索夫曾經於2013年8月被評為拉脫維亞高級聯賽最佳球員。

### 捷克
2014年8月27日，明加索夫加盟捷克甲組聯賽球隊積布尼克，明加索夫在首個賽季為積布尼克上陣24場攻入5球，協助球隊取得聯賽第三名；而他在捷克盃上陣8場攻入2球表現亮眼，最終殺入決賽但互射十二碼不敵利巴域。2016年6月明加索夫轉投另一支捷克甲組聯賽球隊布拉格斯拉維亞。2017年4月2日，明加索夫在布拉格打比主場迎戰布拉格斯巴達，比賽至89分鐘他在對手禁區內被踢跌獲得一個具有爭議的十二碼，最終球隊以1-1打平。賽後捷克媒體大肆惡意批評明加索夫，紀律裁判委員會在賽後亦裁定明加索夫在禁區假摔，但沒有發出任何處罰。2017年4月17日，他在主場4-0戰勝賀拉戴克的比賽中打進了他的第一個聯賽進球。明加索夫在2016-17年賽季聯賽上陣16場，攻入3球，並協助布拉格斯拉維亞奪得第四次捷克甲組足球聯賽冠軍。2017-18年賽季，明加索夫外借至波利斯拉夫；2018年6月15日，布拉格斯拉維亞宣布明加索夫尋找新的機會，將不再為斯拉維亞效力。2018年9月7日，明加索夫外借至普利布蘭。

### 哈薩克斯坦
2019年7月23日，布拉格斯拉維亞宣布與明加索夫解約，隨後與哈薩克斯坦球隊艾迪殊簽約。2019年12月，他與艾迪殊的合同延長至2020年底。2020年春季，由於資金問題艾迪殊退出哈薩克超級足球聯賽。2020年8月6日，明加索夫與另一支哈薩克斯坦球隊卡拉干达矿工簽約。2021年2月26日，卡斯比宣布簽入明加索夫。

### 香港
2022年3月3日，香港超級聯賽球隊傑志為應付2022年亞冠盃，宣布與明加索夫簽約並將會穿上7號球衣出戰亞冠盃。2022年4月16日，傑志迎戰亞冠盃首場分組賽對手清萊聯，明加索夫在地標戰以正選上陣，比賽至17分鐘由他攻入一球，最後這個入球為傑志取得首場勝利。明加索夫在四場亞冠盃分組賽均以正選上陣，並協助傑志首次晉身亞冠盃十六強，可是十六強迎戰巴吞聯時開賽初段傷出，最終以0比4落敗出局。2022年9月12日，明加索夫在香港高級組銀牌迎戰港會後備上陣隨即在79分鐘及81分鐘梅開二度，為傑志大勝港會5比0。2022年10月15日，傑志在主場迎戰冠忠南區，明加索夫首次大演帽子戲法，最終以7：0大勝對手。2023年1月12日，傑志透過社交平台公佈，與明加索夫續約至2025年。
明加索夫協助傑志贏得港超冠軍、足總盃及高級組銀牌成為本土三冠王，亦以17個入球成為聯賽神射手，在香港足球明星選舉中，他獲得香港足球先生及香港足球明星選舉明星十一人。

## 國家隊
最後更新：截止於2023年3月23日
| 國家隊     | 年份 | 上陣 | 入球 |
| ---------- | ---- | ---- | ---- |
| 土庫曼斯坦 | 2009 | 2    | 1    |
| 土庫曼斯坦 | 2010 | 3    | 0    |
| 土庫曼斯坦 | 2011 | 2    | 0    |
| 土庫曼斯坦 | 2012 | 5    | 1    |
| 土庫曼斯坦 | 2013 | 0    | 0    |
| 土庫曼斯坦 | 2014 | 1    | 0    |
| 土庫曼斯坦 | 2015 | 3    | 1    |
| 土庫曼斯坦 | 2016 | 0    | 0    |
| 土庫曼斯坦 | 2017 | 3    | 1    |
| 土庫曼斯坦 | 2018 | 2    | 0    |
| 土庫曼斯坦 | 2019 | 4    | 1    |
| 土庫曼斯坦 | 2020 | 0    | 0    |
| 土庫曼斯坦 | 2021 | 0    | 0    |
| 土庫曼斯坦 | 2022 | 0    | 0    |
| 土庫曼斯坦 | 2023 | 1    | 2    |
| 總數       | 總數 | 26   | 7    |

## 榮譽
阿什哈巴德
- 土庫曼超級足球聯賽冠軍：2008
- 土庫曼斯坦超級盃冠軍：2007

 史干圖
- 拉脫維亞超級足球聯賽：2010
- 拉脫維亞盃：2011–12
- 波羅的海聯賽：2010–11

 布拉格斯拉維亞
- 捷克甲組足球聯賽：2016–17

 傑志
- 香港高級組銀牌冠軍：2022–23、2023–24
- 香港超級聯賽冠軍：2022–23
- 香港足總盃冠軍：2022–23
- 香港超級聯賽會盃冠軍：2023–24

個人
- 香港足球明星選舉 明星十一人（2022–23季度）
- 香港足球明星選舉 香港足球先生（2022–23季度）

## 外部鏈接
- 魯斯蘭·明加索夫的Facebook專頁
- Jablonets profile （页面存档备份，存于）
- Soccerway資料庫：魯斯蘭·明加索夫
- 魯斯蘭·明加索夫在FootballDatabase.eu中的档案
- 魯斯蘭·明加索夫在 National-Football-Teams.com 上的出场纪录